# Miguel de Molinos
 (février 2022).
Si vous disposez d'ouvrages ou d'articles de référence ou si vous connaissez des sites web de qualité traitant du thème abordé ici, merci de compléter l'article en donnant les références utiles à sa vérifiabilité et en les liant à la section « Notes et références ».
Pour les articles homonymes, voir Molinos.
Ne doit pas être confondu avec Luis Molina.
Miguel de Molinos (baptisé le 29 juin 1628 à Muniesa en Aragon (Espagne) et mort le 28 décembre 1696  à Rome) est un prêtre espagnol, contemporain de Bossuet et de Pascal, considéré comme l’un des principaux fondateurs du quiétisme, courant spirituel et mystique qui connut son apogée en Europe — notamment en France, en Espagne et en Allemagne, où il influença le piétisme luthérien — à la fin du XVIIe siècle.

## Biographie

### Formation
Né dans la province de Teruel, près de Saragosse, Miguel de Molinos part en 1646 pour Valence, où il étudie au Colegio de San Pablos de los jesuitas. Ses études le mènent — du moins le suppose-t-on — à passer un doctorat en théologie. Il est ordonné prêtre le 21 décembre 1652, à l'âge de 24 ans. Il se singularise déjà par ses dons de prédicateur et donne des exercices spirituels, pratique alors répandue au sein du clergé. En 1662, il entre à la Escuela de Cristo, une confrérie qui prône l’ascèse. Les autorités ecclésiastiques de Valence le remarquent et l’envoient à Rome pour soutenir la cause de béatification d’un prêtre du diocèse.

### Le directeur de conscience
En 1663, il donne la pleine mesure de son talent, d’abord dans la filiale romaine de la Escuela de Cristo, puis dans son enseignement auprès de divers ecclésiastiques comme de simples fidèles sur la pratique de la prière du cœur, l’oraison qui mène à l’apaisement de l’âme.
Sa renommée dépasse alors les limites de la "ville éternelle". Une partie de la noblesse, du clergé et jusqu’à certains membres de la curie pontificale sont sensibles à son enseignement et à ses théories. Il devient le confesseur et le directeur de conscience de nombreux prêtres et religieux. Le futur pape Innocent XI fut, semble-t-il, parmi ses disciples. Il publie divers écrits dont le plus célèbre, promis à un grand succès, est la Guia Espiritual, Defensa de la Contemplacion (Guide Spirituel, Défense de la Contemplation). Cet ouvrage, qui est réédité une dizaine de fois entre 1675 et 1685 et traduit en plusieurs langues, se présente comme une méthode d’accès à la contemplation. Molinos y explique comment, pour parvenir à l’union avec la divinité, l’âme doit rester totalement passive jusqu’à trouver le parfait repos en Dieu — quies en latin, d'où le « quiétisme » dont ses adversaires affubleront ce courant mystique. Il s’agit avant tout de suivre une « voie intérieure » qui puisse s’affranchir progressivement des « pratiques extérieures ».
Cette attitude de confiance totale en Dieu s’oppose notamment aux pratiques ascétiques et rituelles, allant jusqu’à les considérer comme des obstacles aux desseins de Dieu sur le croyant. Pour Molinos, aucun effort humain ne peut permettre l’union complète avec Dieu. Cette plongée, cet abandon, cette fusion avec la divinité amène le fidèle à la passivité absolue, avec le risque d'arriver à l’absence de volonté de lutte contre la tentation…

### L’hérétique
La conséquence des thèses exprimées (telle que l'ont compris des gens d'Église), serait une mésestime de la structure hiérarchique de l'Église catholique (la contemplation se faisant en dehors de tout cadre d'Église), le refus de tout désir pour soi et de tout acte (prière, remerciement, résistance à la tentation) et l'abandon au péché : le péché sans consentement ne troublant pas la parfaite union avec Dieu.
Le Guide Spirituel commence alors à provoquer nombre de conflits au sein même des maisons religieuses. Les Jésuites sont les premiers adversaires des théories de Molinos : mépris pour les œuvres, même sanctifiées par la grâce, inutilité de l’exemple donné par les saints, telles furent les principales objections faites au prêtre espagnol.
Ces polémiques aboutissent logiquement, quoique après une longue période de tolérance vis-à-vis du docteur aragonais, à un procès inquisitorial. Miguel de Molinos est arrêté le 18 juillet 1685 et incarcéré à Rome. Son ouvrage principal est tout d’abord condamné par les tribunaux de l’inquisition espagnole, puis sicilienne. Mais ses bonnes relations avec des membres influents de la curie romaine — dont le pape en personne — retardent son procès.
Le 28 août 1687, néanmoins, la Congrégation du Saint-Office finit par condamner plusieurs des propositions contenues dans son œuvre. Molinos est obligé d’abjurer publiquement ses erreurs dans l'église dominicaine Sainte-Marie sur la Minerve, le 3 septembre 1687.
L’accusé est déclaré « hérétique dogmatisant » par la bulle Coelestis Pastor du 20 novembre 1687. Curieusement, celle-ci se base dans sa condamnation beaucoup plus sur la correspondance, voire sur les conversations que Molinos entretenait avec ses fidèles que sur le Guide spirituel. Il est vrai que l’ouvrage avait reçu l’imprimatur 12 ans plus tôt et avait été encensé par ceux-là mêmes qui sanctionnent à présent son auteur.

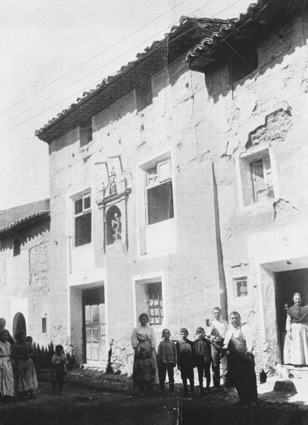
Maison natale de Miguel de Molinos à Muniesa

Condamné à la prison perpétuelle, Molinos se retrouve en résidence surveillée au sein d’un couvent dans lequel il passe les 11 dernières années de sa vie, revêtu d’un habit de pénitent. C’est là qu’il meurt le 21 décembre 1696.

## Postérité
Les historiens continuent à s’interroger sur les véritables raisons de la condamnation de Miguel de Molinos, les documents authentiques du procès ayant été détruits lors des guerres napoléoniennes à la fin du XVIIIe siècle. Cette condamnation semble se situer à la conjonction de deux logiques répressives : l’une provenant d’une longue tradition ecclésiastique de méfiance vis-à-vis du mysticisme ; l’autre beaucoup plus conjoncturelle tenant aux relations entre la papauté et le royaume de France. Louis XIV, empêtré à la même époque dans les problèmes politico-religieux du gallicanisme et du jansénisme, en conflit avec Rome (voir la « déclaration des quatre articles » en 1682), a-t-il joué de son influence pour obtenir la condamnation de celui qui inspirait le courant quiétiste ? Il s’agit là d’une hypothèse à ne pas négliger, d'autant plus que l'on sait que l'ecclésiastique français Antoine Charlas, en exil à Rome durant cette période, s'occupait du quiétisme et secondait dans cette affaire les agents de Bossuet qui, dans sa correspondance, l'appelait "Nicodème".
Miguel de Molinos reste surtout connu aujourd’hui comme chef de file du quiétisme. Ce courant est dans la même ligne de pensée que le mode de dévotion de Madame Guyon (qui, pense-t-on, ne le connaissait pas) et inspira fortement Fénelon en France ; il fut combattu par Bossuet et Madame de Maintenon.